# 2021-es NBA-döntő
A 2021-es NBA-döntő (hivatalos nevén: NBA Finals 2021 presented by YouTube TV) a National Basketball Association 2020–2021-es szezonjának döntője, amelyet a Milwaukee Bucks nyert meg hat mérkőzés után a Phoenix Suns ellen. A Covid19-pandémia miatt immáron sorozatban másodjára halasztották el a döntőt, ezúttal júniusról júliusra.
Az NBA-döntőben ezúttal egy szokatlan párosítás szerepelt, mindkét csapat az NBA kisebb piacainak egyikének számít. A Phoenix Suns még soha nem volt bajnok, a Bucks pedig 1971 után lett újra, összesítve 103 szezon után. Véletlen egybeesés, hogy mindkét csapat az 1968–1969-es szezonban kezdte meg a játékot a ligában.

## Háttér

### A Covid19-pandémia hatása
A Covid19-pandémia sorozatban másodjára befolyásolta az NBA-t. Az alapszakaszban csak 72 mérkőzést játszottak és 2020. december 22-től 2021. május 16-ig tartották.
Az NBA ez után létrehozott egy play-in tornát, amelyben a 7-től 10. helyezettig minden csapat játszhatott a rájátszásba jutásért. Ezt követően a megszokott 16 csapatos formában folytatták a rájátszást. Az első körben a címvédő Los Angeles Lakers kiesett a Phoenix Suns ellen, míg az előző évi második helyezett Miami Heat szintén az első fordulóban esett ki a Milwaukee Bucks ellen.

### Út a döntőig
| Milwaukee Bucks (Keleti főcsoportgyőztes) | Milwaukee Bucks (Keleti főcsoportgyőztes) | Phoenix Suns (Nyugati főcsoportgyőztes) | Phoenix Suns (Nyugati főcsoportgyőztes)     |
| ----------------------------------------- | ----------------------------------------- | --------------------------------------- | ------------------------------------------- |
| Legyőzte a Miami Heat-et (6.), 4–0        | Első forduló                              | Első forduló                            | Legyőzte a Los Angeles Lakers-t (7.), 4–2   |
| Legyőzte a Brooklyn Nets-et (2.), 4–3     | Főcsoport elődöntő                        | Főcsoport elődöntő                      | Legyőzte a Denver Nuggets-et (3.), 4–0      |
| Legyőzte a Atlanta Hawks-t (5.), 4–2      | Főcsoportdöntő                            | Főcsoportdöntő                          | Legyőzte a Los Angeles Clippers-t (4.), 4–2 |

#### Egymás ellen az alapszakaszban
| 2021. február 10. | Milwaukee Bucks | 124–125 | Phoenix Suns | Phoenix Suns Arena, Phoenix, Arizona |
| 2021. február 10. | Jegyzőkönyv     |         |              | Phoenix Suns Arena, Phoenix, Arizona |

| 2021. április 19. | Phoenix Suns | 128–127 (h. u.) | Milwaukee Bucks | Fiserv Forum, Milwaukee, Wisconsin |
| 2021. április 19. | Jegyzőkönyv  |                 |                 | Fiserv Forum, Milwaukee, Wisconsin |

## A döntő
Minden dátum EDT (UTC–04:00) időzóna alapján van feltüntetve.

### Mérkőzés 1
| 2021. július 6. 21:00     | Milwaukee Bucks                          | 105–118   | Phoenix Suns     | Phoenix Suns Arena, Phoenix, Arizona Nézőszám: 16,557 Játékvezetők: Marc Davis, Josh Tiven, Pat Fraher |
| 2021. július 6. 21:00     | (26–30, 23–27, 27–35, 29–26) Jegyzőkönyv |           |                  | Phoenix Suns Arena, Phoenix, Arizona Nézőszám: 16,557 Játékvezetők: Marc Davis, Josh Tiven, Pat Fraher |
| 2021. július 6. 21:00     | Khris Middleton 29                       | Pont      | Chris Paul 32    | Phoenix Suns Arena, Phoenix, Arizona Nézőszám: 16,557 Játékvezetők: Marc Davis, Josh Tiven, Pat Fraher |
| 2021. július 6. 21:00     | Jánisz Antetokúnmpo 17                   | Lepattanó | Deandre Ayton 19 | Phoenix Suns Arena, Phoenix, Arizona Nézőszám: 16,557 Játékvezetők: Marc Davis, Josh Tiven, Pat Fraher |
| 2021. július 6. 21:00     | Jrue Holiday 9                           | Gólpassz  | Chris Paul 9     | Phoenix Suns Arena, Phoenix, Arizona Nézőszám: 16,557 Játékvezetők: Marc Davis, Josh Tiven, Pat Fraher |
| A Phoenix Suns vezet, 1–0 |                                          |           |                  | Phoenix Suns Arena, Phoenix, Arizona Nézőszám: 16,557 Játékvezetők: Marc Davis, Josh Tiven, Pat Fraher |

### Mérkőzés 2
| 2021. július 8. 21:00     | Milwaukee Bucks                          | 108–118   | Phoenix Suns     | Phoenix Suns Arena, Phoenix, Arizona Nézőszám: 16,583 Játékvezetők: Zach Zarba, Tony Brothers, Sean Wright |
| 2021. július 8. 21:00     | (29–26, 16–30, 33–32, 30–30) Jegyzőkönyv |           |                  | Phoenix Suns Arena, Phoenix, Arizona Nézőszám: 16,583 Játékvezetők: Zach Zarba, Tony Brothers, Sean Wright |
| 2021. július 8. 21:00     | Jánisz Antetokúnmpo 42                   | Pont      | Devin Booker 31  | Phoenix Suns Arena, Phoenix, Arizona Nézőszám: 16,583 Játékvezetők: Zach Zarba, Tony Brothers, Sean Wright |
| 2021. július 8. 21:00     | Jánisz Antetokúnmpo 12                   | Lepattanó | Deandre Ayton 11 | Phoenix Suns Arena, Phoenix, Arizona Nézőszám: 16,583 Játékvezetők: Zach Zarba, Tony Brothers, Sean Wright |
| 2021. július 8. 21:00     | Khris Middleton 8                        | Gólpassz  | Chris Paul 8     | Phoenix Suns Arena, Phoenix, Arizona Nézőszám: 16,583 Játékvezetők: Zach Zarba, Tony Brothers, Sean Wright |
| A Phoenix Suns vezet, 2–0 |                                          |           |                  | Phoenix Suns Arena, Phoenix, Arizona Nézőszám: 16,583 Játékvezetők: Zach Zarba, Tony Brothers, Sean Wright |

### Mérkőzés 3
| 2021. július 11. 20:00    | Phoenix Suns                             | 100–120   | Milwaukee Bucks        | Fiserv Forum, Milwaukee, Wisconsin Nézőszám: 16,637 Játékvezetők: Scott Foster, Eric Lewis, James Williams |
| 2021. július 11. 20:00    | (28–25, 17–35, 31–38, 24–22) Jegyzőkönyv |           |                        | Fiserv Forum, Milwaukee, Wisconsin Nézőszám: 16,637 Játékvezetők: Scott Foster, Eric Lewis, James Williams |
| 2021. július 11. 20:00    | Chris Paul 19                            | Pont      | Jánisz Antetokúnmpo 41 | Fiserv Forum, Milwaukee, Wisconsin Nézőszám: 16,637 Játékvezetők: Scott Foster, Eric Lewis, James Williams |
| 2021. július 11. 20:00    | Deandre Ayton 9                          | Lepattanó | Jánisz Antetokúnmpo 13 | Fiserv Forum, Milwaukee, Wisconsin Nézőszám: 16,637 Játékvezetők: Scott Foster, Eric Lewis, James Williams |
| 2021. július 11. 20:00    | Chris Paul 9                             | Gólpassz  | Jrue Holiday 9         | Fiserv Forum, Milwaukee, Wisconsin Nézőszám: 16,637 Játékvezetők: Scott Foster, Eric Lewis, James Williams |
| A Phoenix Suns vezet, 2–1 |                                          |           |                        | Fiserv Forum, Milwaukee, Wisconsin Nézőszám: 16,637 Játékvezetők: Scott Foster, Eric Lewis, James Williams |

### Mérkőzés 4
| 2021. július 14. 21:00 | Phoenix Suns                             | 103–109   | Milwaukee Bucks        | Fiserv Forum, Milwaukee, Wisconsin Nézőszám: 16,911 Játékvezetők: James Capers, David Guthrie, Courtney Kirkland |
| 2021. július 14. 21:00 | (23–20, 29–32, 30–24, 21–33) Jegyzőkönyv |           |                        | Fiserv Forum, Milwaukee, Wisconsin Nézőszám: 16,911 Játékvezetők: James Capers, David Guthrie, Courtney Kirkland |
| 2021. július 14. 21:00 | Devin Booker 42                          | Pont      | Khris Middleton 40     | Fiserv Forum, Milwaukee, Wisconsin Nézőszám: 16,911 Játékvezetők: James Capers, David Guthrie, Courtney Kirkland |
| 2021. július 14. 21:00 | Deandre Ayton 17                         | Lepattanó | Jánisz Antetokúnmpo 14 | Fiserv Forum, Milwaukee, Wisconsin Nézőszám: 16,911 Játékvezetők: James Capers, David Guthrie, Courtney Kirkland |
| 2021. július 14. 21:00 | Chris Paul 7                             | Gólpassz  | Jánisz Antetokúnmpo 8  | Fiserv Forum, Milwaukee, Wisconsin Nézőszám: 16,911 Játékvezetők: James Capers, David Guthrie, Courtney Kirkland |
| Döntetlen, 2–2         |                                          |           |                        | Fiserv Forum, Milwaukee, Wisconsin Nézőszám: 16,911 Játékvezetők: James Capers, David Guthrie, Courtney Kirkland |

### Mérkőzés 5
| 2021. július 17. 21:00       | Milwaukee Bucks                          | 123–119   | Phoenix Suns     | Footprint Center, Phoenix, Arizona Nézőszám: 16,562 Játékvezetők: Marc Davis, Josh Tiven, James Williams |
| 2021. július 17. 21:00       | (21–37, 43–24, 36–29, 23–29) Jegyzőkönyv |           |                  | Footprint Center, Phoenix, Arizona Nézőszám: 16,562 Játékvezetők: Marc Davis, Josh Tiven, James Williams |
| 2021. július 17. 21:00       | Jánisz Antetokúnmpo 32                   | Pont      | Devin Booker 40  | Footprint Center, Phoenix, Arizona Nézőszám: 16,562 Játékvezetők: Marc Davis, Josh Tiven, James Williams |
| 2021. július 17. 21:00       | Jánisz Antetokúnmpo 9                    | Lepattanó | Deandre Ayton 10 | Footprint Center, Phoenix, Arizona Nézőszám: 16,562 Játékvezetők: Marc Davis, Josh Tiven, James Williams |
| 2021. július 17. 21:00       | Jrue Holiday 13                          | Gólpassz  | Chris Paul 11    | Footprint Center, Phoenix, Arizona Nézőszám: 16,562 Játékvezetők: Marc Davis, Josh Tiven, James Williams |
| A Milwaukee Bucks vezet, 3–2 |                                          |           |                  | Footprint Center, Phoenix, Arizona Nézőszám: 16,562 Játékvezetők: Marc Davis, Josh Tiven, James Williams |

### Mérkőzés 6
| 2021. július 20. 21:00        | Phoenix Suns                             | 98–105    | Milwaukee Bucks        | Fiserv Forum, Milwaukee, Wisconsin Nézőszám: 17,397 Játékvezetők: Scott Foster, Eric Lewis, Tony Brothers |
| 2021. július 20. 21:00        | (16–29, 31–13, 30–35, 21–28) Jegyzőkönyv |           |                        | Fiserv Forum, Milwaukee, Wisconsin Nézőszám: 17,397 Játékvezetők: Scott Foster, Eric Lewis, Tony Brothers |
| 2021. július 20. 21:00        | Chris Paul 26                            | Pont      | Jánisz Antetokúnmpo 50 | Fiserv Forum, Milwaukee, Wisconsin Nézőszám: 17,397 Játékvezetők: Scott Foster, Eric Lewis, Tony Brothers |
| 2021. július 20. 21:00        | Jae Crowder 13                           | Lepattanó | Jánisz Antetokúnmpo 14 | Fiserv Forum, Milwaukee, Wisconsin Nézőszám: 17,397 Játékvezetők: Scott Foster, Eric Lewis, Tony Brothers |
| 2021. július 20. 21:00        | Paul, Booker 5                           | Gólpassz  | Jrue Holiday 11        | Fiserv Forum, Milwaukee, Wisconsin Nézőszám: 17,397 Játékvezetők: Scott Foster, Eric Lewis, Tony Brothers |
| Milwaukee Bucks győzelem, 4–2 |                                          |           |                        | Fiserv Forum, Milwaukee, Wisconsin Nézőszám: 17,397 Játékvezetők: Scott Foster, Eric Lewis, Tony Brothers |

## Statisztikák

### Phoenix Suns
| Játékos           | JM | KM | JP/M | MG%   | 3FG% | BD%   | LP/M | GP/M | L/M | B/M | P/M  |
| ----------------- | -- | -- | ---- | ----- | ---- | ----- | ---- | ---- | --- | --- | ---- |
| Chris Paul        | 6  | 6  | 37.3 | .550  | .522 | .750  | 2.7  | 8.2  | 0.7 | 0.2 | 21.8 |
| Devin Booker      | 6  | 6  | 40.2 | .455  | .268 | .875  | 3.5  | 4.0  | 0.8 | 0.3 | 28.2 |
| Deandre Ayton     | 6  | 6  | 37.5 | .531  | .000 | .909  | 12.0 | 1.8  | 1.5 | 1.5 | 14.7 |
| Mikal Bridges     | 6  | 6  | 32.0 | .531  | .429 | .917  | 4.2  | 1.2  | 1.0 | 0.5 | 12.0 |
| Cameron Johnson   | 6  | 0  | 22.7 | .486  | .435 | 1.000 | 3.2  | 0.8  | 0.5 | 0.5 | 8.5  |
| Cameron Payne     | 6  | 0  | 15.7 | .463  | .357 | .500  | 2.5  | 1.7  | 0.7 | 0.0 | 7.3  |
| Torrey Craig      | 6  | 0  | 10.7 | .400  | .300 | .500  | 1.3  | 0.2  | 0.0 | 0.0 | 2.8  |
| Jae Crowder       | 6  | 6  | 37.2 | .412  | .410 | .857  | 8.5  | 1.7  | 1.7 | 1.0 | 11.7 |
| Frank Kaminsky    | 4  | 0  | 7.3  | .667  | .000 | .000  | 1.5  | 0.8  | 0.3 | 0.0 | 3.0  |
| Dario Šarić       | 1  | 0  | 2.0  | .000  | .000 | .000  | 1.0  | 0.0  | 0.0 | 0.0 | 0.0  |
| Abdel Nader       | 2  | 0  | 4.0  | .000  | .000 | .000  | 0.0  | 0.0  | 0.0 | 0.0 | 0.0  |
| Ty-Shon Alexander | 1  | 0  | 1.0  | 1.000 | .000 | .000  | 0.0  | 0.0  | 0.0 | 0.0 | 2.0  |

### Milwaukee Bucks
| Játékos                 | JM | KM | JP/M | MG%   | 3FG%  | BD%   | LP/M | GP/M | L/M | B/M | P/M  |
| ----------------------- | -- | -- | ---- | ----- | ----- | ----- | ---- | ---- | --- | --- | ---- |
| Khris Middleton         | 6  | 6  | 42.5 | .448  | .356  | .889  | 6.3  | 5.3  | 1.2 | 0.0 | 24.0 |
| Jánisz Antetokúnmpo     | 6  | 6  | 39.8 | .618  | .200  | .659  | 13.2 | 5.0  | 1.2 | 1.8 | 35.2 |
| Brook Lopez             | 6  | 6  | 24.5 | .483  | .238  | .800  | 5.3  | 0.2  | 0.7 | 0.7 | 11.5 |
| Jrue Holiday            | 6  | 6  | 41.7 | .361  | .314  | .917  | 6.2  | 9.3  | 2.2 | 0.7 | 16.7 |
| Pat Connaughton         | 6  | 0  | 30.0 | .475  | .441  | .500  | 5.8  | 1.2  | 0.2 | 0.0 | 9.2  |
| P. J. Tucker            | 6  | 6  | 31.3 | .500  | .500  | .000  | 3.8  | 1.2  | 1.0 | 0.0 | 4.0  |
| Bryn Forbes             | 3  | 0  | 7.3  | .300  | .333  | .000  | 0.3  | 0.0  | 0.3 | 0.0 | 3.0  |
| Bobby Portis            | 6  | 0  | 16.7 | .425  | .438  | 1.000 | 4.0  | 0.2  | 0.7 | 0.3 | 7.7  |
| Jeff Teague             | 6  | 0  | 9.3  | .200  | .333  | .667  | 0.8  | 0.7  | 0.5 | 0.0 | 1.5  |
| Elijah Bryant           | 1  | 0  | 0.0  | .000  | .000  | .000  | 0.0  | 0.0  | 0.0 | 0.0 | 0.0  |
| Thanászész Antetokúnmpo | 1  | 0  | 2.0  | .000  | .000  | .000  | 3.0  | 0.0  | 0.0 | 0.0 | 0.0  |
| Jordan Nwora            | 1  | 0  | 1.0  | 1.000 | 1.000 | .000  | 1.0  | 0.0  | 0.0 | 0.0 | 3.0  |
| Sam Merrill             | 1  | 0  | 1.0  | .000  | .000  | .000  | 0.0  | 0.0  | 0.0 | 0.0 | 0.0  |